# Frutigen-Niedersimmental
Verwaltungskreis Frutigen-Niedersimmental is een district in het kanton Bern met hoofdplaats Frutigen. Het district omvat 13 gemeenten op 773,93 km².

## Geschiedenis
Bij de herindeling van het kanton Bern in 2010 is het district gevormd uit het voormalige district Frutigen en delen van het voormalige district Niedersimmental.

## Gemeenten
De volgende gemeenten maken deel uit van het district.
| Wapen                    | Gemeentenaam             | Inwoners (x) | Oppervlakte (km²) |
| ------------------------ | ------------------------ | ------------ | ----------------- |
| Adelboden                | Adelboden                | 3.472        | 88,20             |
| Aeschi bei Spiez         | Aeschi bei Spiez         | 2.166        | 30,88             |
| Därstetten               | Därstetten               | 840          | 32,80             |
| Diemtigen                | Diemtigen                | 2.154        | 129,94            |
| Erlenbach im Simmental   | Erlenbach im Simmental   | 1.664        | 36,73             |
| Frutigen                 | Frutigen                 | 6.727        | 71,74             |
| Kandergrund              | Kandergrund              | 3.507        | 32,07             |
| Kandersteg               | Kandersteg               | 1.271        | 134,58            |
| Krattigen                | Krattigen                | 1.077        | 6,11              |
| Oberwil im Simmental     | Oberwil im Simmental     | 813          | 46,09             |
| Reichenbach im Kandertal | Reichenbach im Kandertal | 3.507        | 125,70            |
| Spiez                    | Spiez                    | 12.577       | 16,75             |
| Wimmis                   | Wimmis                   | 2.446        | 22,34             |
|                          | Totaal (13)              | x            | 773,93            |

Bern-Mittelland · Biel/Bienne · Emmental · Frutigen-Niedersimmental · Interlaken-Oberhasli · Jura bernois · Oberaargau · Obersimmental-Saanen · Seeland · Thun